# Conchocarpus dasyanthus
Conchocarpus dasyanthus là một loài thực vật có hoa trong họ Cửu lý hương. Loài này được Kallunki mô tả khoa học đầu tiên năm 1998.